# Jean-Claude Darcheville
Jean-Claude Darcheville (Sinnamary, 25 luglio 1975) è un ex calciatore francese, di ruolo attaccante.

## Carriera
Ha vestito per tre stagioni la divisa del Lorient (in cui segna il goal decisivo per la vittoria della Coppa di Francia del 2002, unico trofeo della storia del club), per cinque quella del Bordeaux e per 2 quella dei Rangers (in cui partecipa alla finale persa della Coppa UEFA 2007-2008).
Nel gennaio del 2009 passa nelle file dei francesi del Valenciennes.
Il 7 agosto 2009 firma un contratto annuale per il Nantes.
Nella stagione 2010-2011 è ingaggiato dai greci del Kavala.
Nel 2011 - a causa di continui infortuni agli adduttori - si è ritirato dal calcio professionistico limitandosi a sporadiche apparizioni a livello amatoriale nella Guyana francese (sua terra d'origine) con il Sinnamary e la nazionale locale.

## Palmarès

### Club

#### Competizioni nazionali
- Coppa di Francia: 1

Lorient: 2001-2002
- Coppa di Lega francese: 1

Bordeaux: 2006-2007
- Coppa di Scozia: 1

Rangers: 2007-2008
- Scottish League Cup: 1

Rangers: 2007-2008